# San Juan de Aznalfarache
San Juan de Aznalfarache è un comune spagnolo di 20 779 abitanti situato nella comunità autonoma dell'Andalusia.

## Geografia fisica
È situato alla destra del Guadalquivir, di fronte a Siviglia.